# سیدنی دانکوف
 سیدنی دانکوف (انگلیسی: Sidney Dancoff؛ زاده ۱۹۱۳ درگذشته ۱۹۵۱) یک فیزیک‌دان اهل ایالات متحده آمریکا بود.